# Забруднення Світового океану нафтою і нафтопродуктами

Горить нафтова платформа «Deepwater Horizon»

Забруднення Світового океану нафтою і нафтопродуктами

## Аварії при освоєнні Світового океану
Аварії при освоєнні Світового океану — явище неминуче, як при всякому впровадженні нових конструкцій або технологічних методів. Однак причини аварій мають не об'єктивний, а суб'єктивний характер. Причинами можуть бути помилки, допущені при пошукових роботах, проектуванні, будівництві і експлуатації споруд.
Недостатньо повне проведення пошукових робіт на місці експлуатації споруди в багатьох випадках призводить до пошкоджень і навіть до повного руйнування конструкції. Проводити пошукові роботи в морі набагато важче, ніж на суші. Якість проектування гідротехнічних споруд у багатьох випадках залежить від можливостей, досвіду і добросовісності проектувальника, від рівня науково-технічних знань. Відхилення від вимог проекту в процесі будівництва можуть звести нанівець переваги навіть дуже гарної конструкції. Значна частина аварій споруд на морі пов'язана з помилками при експлуатації. Аварії споруд на шельфі, як на суші, можуть мати різні наслідки — від незначних до великих, з людськими жертвами і повним руйнуванням споруди. У світовій практиці аварії оцінюються за матеріальними втратами. Великими рахуються аварії з втратами від 1 млн дол. і більше.
Рухомі бурові установки (занурені, напівзанурювані, самопідйомні і бурові судна експлуатуються з 1955 р. Аварійність плавучих бурових установок (ПБУ) за цей періоду у два рази вища, ніж на транспортному флоті.
Частково це можна пояснити важкими умовами експлуатації ПБУ, які не можуть піти в укриття після штормового попередження. Додаткову загрозу для ПБУ створюють викиди газу або нафти із свердловини, вибухи і пожежі, недостатній досвід (особливо у початковий період освоєння шельфу) створення і експлуатації установок, безперервний пошук нових конструктивних рішень і форм. Значну роль відіграє недостатня кваліфікація, а в ряді випадків просто халатність обслуговчого персоналу.
Так, лише до 1984 р., або за 28 років експлуатації, потерпіли значні аварії 104 ПБУ — 1/9 всіх побудованих до того часу. При цьому 52 установки повністю знищені. Більше половини великих аварій ПБУ сталося під час транспортування, причому тільки 10 % випадків причиною стали більш важкі, ніж передбачалося за розрахунком, штормові умови.
Значні аварії або руйнування СПБУ пов'язані в основному з операціями перегону і спуску–підйому опорних колон. Установки цього типу в основному розраховані на навантаження, що виникають в режимі буріння. Перегін дозволяється при невеликих хвилях, бо під час шторму СПБУ не завжди може перейти, подібно до НЗПБУ, із найбільш небезпечного транспортного положення в робоче або стати на опорні колони. Низька якість прогнозів погоди на час перегону або бажання розпочати скоріше бурові роботи на новому місці стали в ряді випадків причиною великих аварій або руйнування установок при транспортуванні.
На місці буріння аварії і руйнування СПБУ викликаються в основному непередбаченими зміщеннями опорних башмаків і колон. В ряді випадків один або декілька башмаків продавлювали верхній шар міцного ґрунту, під яким знаходився слабкий ґрунт, не виявлений попередньо при пошукових роботах. Осадки башмаків проходили і під час шторму під впливом навантажень, що циклічно змінювалися і передавалися через колони. В окремих випадках башмаки були підмиті донними течіями або зміщені під дією працюючих насосів.
В 1975 році у Мексиканській затоці перекинулась СПБУ, яка працювала на значно меншій, ніж була розрахункова, глибині (60 м замість 92 м). Причиною руйнування установки став викид газу, після якого на дні утворилась воронка глибиною 70 м і дві з трьох колон СПБУ попали у цю воронку.
В 1976 році на шельфі КНР затонула СПБУ і загинуло 72 чоловік через те, що не було прийнято до уваги штормове попередження.
В 1979 р. в Мексиканській затоці перекинулась американська СПБУ з трьома опорними колонами, які були з'єднані внизу опорним матом. Причиною стало втомне руйнування однієї з колон.
Найбільшою аварійністю відрізняються СПБУ з циліндричними телескопічними опорними колонами. Труднощі з підійманням із ґрунту колон із загостреними кінцями призводили до згину колон, поломки рейок або всього механізму і стали причиною переходу до нового типу колон — з розширеними башмаками.
Аварії, які стались з напівзанурюваними установками, призвели в окремих випадках до відмови від серійного їх виробництва.
В 1974 р. У Північному морі потерпіли аварії дві СПБУ з аутригерами. Одна з цих установок під час восьмибального шторму втратила стабілізуючу колону, перекинулась і через тиждень затонула. Аварія була викликана несправністю заклинюючого пристрою, що скріплював колону з аутригером. Причина загибелі другої установки невідома. Подібні конструкції рахуються невдалими і більше не будуються.
Повних даних про аварії стаціонарних бурових платформ немає. Відомо, що в період 1966—1977 рр. від великих аварій потерпіли 20 металічних платформ: в шести випадках причиною руйнування стали вибухи і пожежі; в п'яти — сильний шторм або ураганний вітер, у трьох — удари суден; у трьох — відмова окремих несучих елементів конструкції (втомне руйнування) тощо.
Значна частка аварій пов'язана з процесами транспортування, монтажу, спуску опорних блоків на воду, постановки на ґрунт. Аварії стаціонарних платформ, викликані експлуатаційними навантаженнями, дуже рідкісні.
Локальні руйнування опорних блоків найчастіше трапляються в районі ватерлінії (від ударів суден, льоду, падаючих вантажів, від хвиль). Стиснені діагоналі зв'язки опорних блоків після удару дістають вм'ятини або погнутості, через які втрачають стійкість і виходять з ладу. Значну роль відіграють крихкі руйнування вузлів, втома матеріалу, корозія. Друге слабке місце в опорних блоках — зона біля дна, де в елементах діють найбільші внутрішні зусилля, сильна корозія, максимальний гідростатичний тиск і можливі пошкодження зв'язків при посадці блока на ґрунт.
Залізобетонні гравітаційні платформи зарекомендували себе, як дуже надійні споруди. Удари суден залишали тільки поверхневі подряпини на залізобетонних колонах, вм'ятини в палубній надбудові. Незначні пошкодження були під час бетонування блоків від падіння труб і інших предметів на комірки фундаментного блока. Взагалі пробоїни в купольних перекриттях комірок нафтосховища в умовах експлуатації можуть призвести до витікання нафти. Падіння лебідкою масою 25 т з висоти понад 100 м, у тому числі 80 м у воді, призводить до місцевих пошкоджень перекриття, яке не вимагає значних ремонтних робіт. Розглянуті також аварійні ситуації, що пов'язані з пожежами у верхній надбудові. Вияснено, що вогнестійкість верхньої частини колон перевищує 4 год., що прийнято для більшості промислових установок. Крім того, напруження в колонах від теплового розширення палубного набору, наприклад, у два рази нижчі ніж напруження, що можуть виникнути при штормі який повторюється раз у 100 років.
Аварійну ситуацію можуть викликати розмиви ґрунту довкола фундаментного блока і під ним. Це роблять потоки води, що обтікають перепону, і циклічно пов'язані з хвилюванням перепаду порового тиску у ґрунті. Як показав досвід, найбільша можливість розмиву виникає в районі кутів прямокутного блока. Під платформою «Фріг» ТРІ розмив ґрунту на кутах блоків досягнув 2 м. Після укладання мішків з гравієм на контурі блоку розмиви припинилися.
Розмиви донного ґрунту стали причиною аварій декількох платформ на пальовій основі — оголення верхньої частини палів призводить до збільшення згинаючих моментів у них і одночасного зниження несучої здатності на розтяг і стиск. Відомі випадки, коли опорні блоки на пальовій основі отримували через розмив ґрунту нахил, після чого експлуатація платформи ставала неможливою.
На родовищі Екофіск у Північному морі в стан, близький до аварійного, прийшов цілий комплекс взаємозв'язаних трубопроводами платформ на пальовій основі. Причиною цього стало опускання дна, до чого призвів багаторічний відбір нафти із глибоко розміщених продуктивних горизонтів. В 1987 році верхні будови платформ масою по 40 тис. тонн були відрізані від опорних блоків і підняті на 6 м (блоки були відповідно нарощені).
Багато аварій стається на морських нафтогазопроводах. За статистикою в середньому на кожні 50 км трубопроводу припадає одна аварія, на ліквідацію якої потрібно біля 10 діб, якщо у трубопровід не потрапила вода, і до 3-х місяців, якщо вона туди потрапила. Причинами аварій на трубопроводах можуть бути: корозія труб (основна причина), стирання їх у місцях перетину, втомні явища у металі, зачеплення якорями і тралами. Найбільша кількість аварій стається з трубопроводами, укладеними на дно на глибині до 30 м і в районах з інтенсивним судноплаванням. Усі згадані аварії трубопроводів траплялися на глибинах не більше 60 м. Аналогічні причини (корозія, механічні пошкодження якорями і тралами, розмиви на зварних стиках) викликають значну частину морських стояків. Приблизно половина розривів стояків сталася в місцях їх приєднання до даного трубопроводу.
При проведенні розвідувальних робіт і експлуатації морських родовищ нафти і газу можливе забруднення навколишнього середовища. В море можуть попадати відходи буріння і видобутку, такі як шлам, бурові стічні води, окремі хімічні реагенти, використані при приготуванні бурового розчину і його обробці, забруднений нафтою пластовий пісок, побутові відходи, пластові води, продукти випробування свердловин і самі продукти видобутку. Всупереч поширеній думці, частина забруднень світового океану нафтою і нафтопродуктами, яка пов'язана з видобутком їх на морських родовищах, складає тільки біля 10000 тонн за рік, або менше 1,5 % від загального об'єму нафтових забруднень. Приблизно 75 % від цієї кількості припадає на різні аварії, а решта попадає у море при звичайній техніці проведення буріння і експлуатації свердловин, зберігання і транспортування нафти.
При збільшенні видобутку нафти на морських родовищах ймовірність аварій різко збільшується. За розрахунками геологічного управління США ймовірність великих розливів нафти за двадцятирічний період експлуатації родовищ у Північному морі складає 91 %, а ймовірність забруднення берегової лінії в залежності від місця розливу 2-23 %. Подібні кризові явища можна очікувати і в інших районах інтенсивного видобутку нафти і газу, таких як Перська затока, Жовте море тощо.
В якості ілюстрації розмірів можливих при проведенні розвідувальних робіт розливів нафти, наведемо один з найбільших у історії нафтових забруднень — викид нафти і газу у затоці Кампече, 180 км від узбережжя Мексики. Викид стався при бурінні з напівзанурюваного судна «Садко 135» свердловини Іктос. Він почався 3 червня 1979 р. при вході у нафтоносні формації. Після викиду газ загорівся, і протягом декількох годин полум'я знищило усі верхні надбудови бурової установки. Аварія призвела до розливу значної кількості нафти; оцінка, зроблена після аварії, визначила дебіт свердловини 5900-6350 м3/добу. За час аварії, яку не могли ліквідувати до 24 березня 1980 р., у море було вилито близько 496 тис. м3 нафти і втрачена кількість газу, яка не піддається оцінці.
Розлита нафта покрила 10 % Мексиканської затоки шаром товщиною до 15 см. Частина розлитої нафти вітром і течією була віднесена до узбережжя США, більш ніж за 600 км від місця аварії, на узбережжі штату Техас було 114 тис. м3 нафти.

## Заходи боротьби із забрудненням морської води
В загальному комплексі заходів, необхідних для боротьби із забрудненням морської води, можна виділити два основних:
- розробка заходів з попередження забруднення морської води;
- розробка заходів із ліквідації забруднень.
В зарубіжній практиці отримали широке застосування система збору всіх рідких відходів і ємності для їх зберігання. Система збору може бути у вигляді волокнистої маси, яка застосовується для збору розлитої на палубі нафти, або у вигляді подушок, розміщених під патрубками, буровими насосами, компресорами і іншими механізмами.
Однією з найбільших небезпек для морського середовища є аварійні розливи нафти, що виникають в результаті відкритого фонтанування свердловини в процесі розбурювання нафтогазових родовищ. Для попередження таких аварій або зведення їх до мінімуму необхідно правильно вибрати технологію буріння свердловини, створити систему безпеки і охорони морського середовища. Надійність систем безпеки і охорони морського середовища забезпечується контролем і випробовуванням всього обладнання. Виявлені недоліки обладнання і технології дозволяють попередити аварії і пов'язані з ними забруднення.
В останні роки розробляються спеціальні пристрої для збору нафти з фонтануючих свердловин. В США запатентовано пристрій для збору нафти, яка попадає на палубу під час неконтрольованого викиду. Для цього на палубі упродовж її периметра монтують непроникну загороду висотою 30 м, яка попереджає стікання нафти за борт. Розробляються методи боротьби з підводними викидами нафти, в основу яких покладена ідея збору нафти і газу, що поступає із фонтануючих свердловин, за допомогою спеціального ковпака, встановленого на підводному гирлі свердловини.
Морські промисли повинні бути обладнані пристроями для зливу баластної води з танкерів, які приходять за нафтою.
Значна кількість нафти (приблизно 10 % загального об'єму забруднень, пов'язаних з роботами на шельфі) попадає у море через аварії морських трубопроводів.

## Причини аварій
Причинами аварій є:
- корозія труб, зовнішня від дії морської води, внутрішня — від транспортування корозійних продуктів;
- стирання труб у місці їх перетину, викликане дією хвиль і пошкоджень від стомлення металу;
- пошкодження, викликані проведенням будівельних робіт неподалік від трубопроводів, судновими якорями, риболовними тралами і механічні пошкодження від інших об'єктів;
- деформації дна, розмиви і зсуви;
- пошкодження при дії торосистих льодових утворень.
Максимальна кількість аварій спостерігається у мілководних районах з глибинами до 30 м у зонах з інтенсивним судноплавством і рибальством. Для підвищення надійності морських трубопроводів необхідне виконання цілого ряду заходів, пов'язаних із проектуванням, будівництвом і експлуатацією.
По-перше, необхідно удосконалювати методику розрахунку стійкості трубопроводів, застосовувати бетонні, обважнюючі покриття з підвищеною механічною і хімічною стійкістю до дії морської води, вдосконалювати методику укладання трубопроводів.
У районах із сейсмічною активністю застосування морських трубопроводів повинно бути спеціально обґрунтованим. По трасі трубопроводу необхідно ввести обмеження на стоянку усіх типів суден.
В системі трубопроводу повинні бути передбачені пристрої, які дозволяють відключити увесь трубопровід або окремі його частини у випадку порушення технологічного режиму і виникнення аварійної ситуації.
У процесі експлуатації морського трубопроводу необхідно проводити періодичний огляд траси, особливо після шторму, а також у випадку профілактичного ремонту всіх систем і елементів трубопроводу, які забезпечують його надійність.
Виконання всіх цих заходів у значній мірі зменшить ймовірність аварій морських трубопроводів і пов'язаних з ними нафтових забруднень морського середовища.